# 滝山信号場
滝山信号場（たきやましんごうじょう）は、鳥取県鳥取市滝山にある、西日本旅客鉄道（JR西日本）山陰本線の信号場である。

## 歴史
- 1943年（昭和18年）10月1日：開設[1]。

## 構造
福部駅より鳥取駅方向に約5.9kmにある信号場。福部駅に向かって上り勾配上にあるため、本信号場はスイッチバック式信号場となっている。
国鉄時代には、もう1本の待避線があり、上り下り各一本を待避させて通過列車を通すという運行も可能であったが、国鉄からJRとなる数年前に、現状の配線に改められた。この名残として、鳥取側の待避線には複線分の幅がある。
現在はこの信号場においての列車交換・待避はダイヤ上設定されていない。ただし信号機やポイントなど、信号場としての機能は保持されており、閉塞区間の境界となっている。

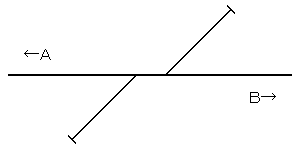
構内配線図　A:福部　B:鳥取

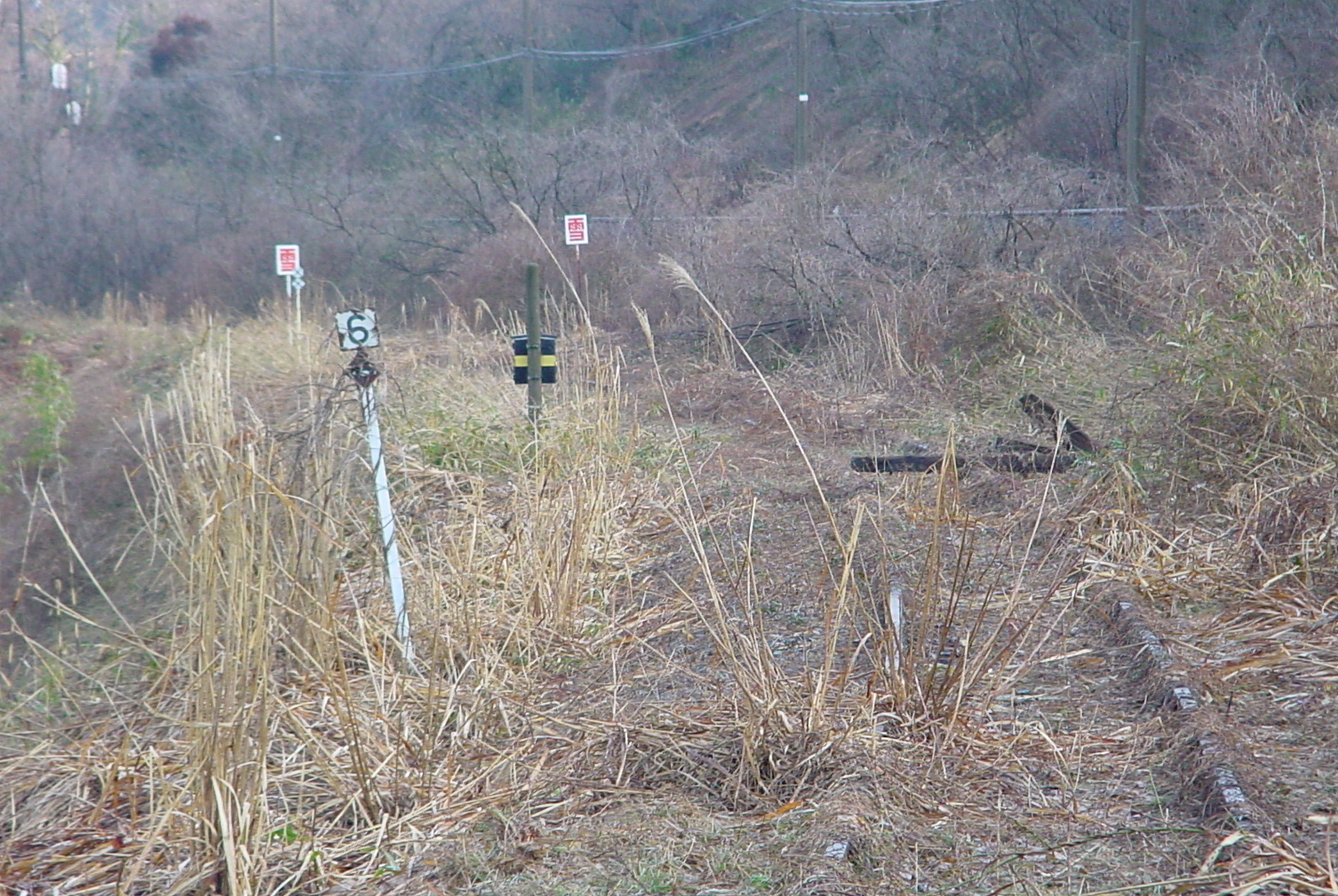
福部方待避線末端方向を撮影。 近年は全く使用されないため、かなり荒れ果てている。
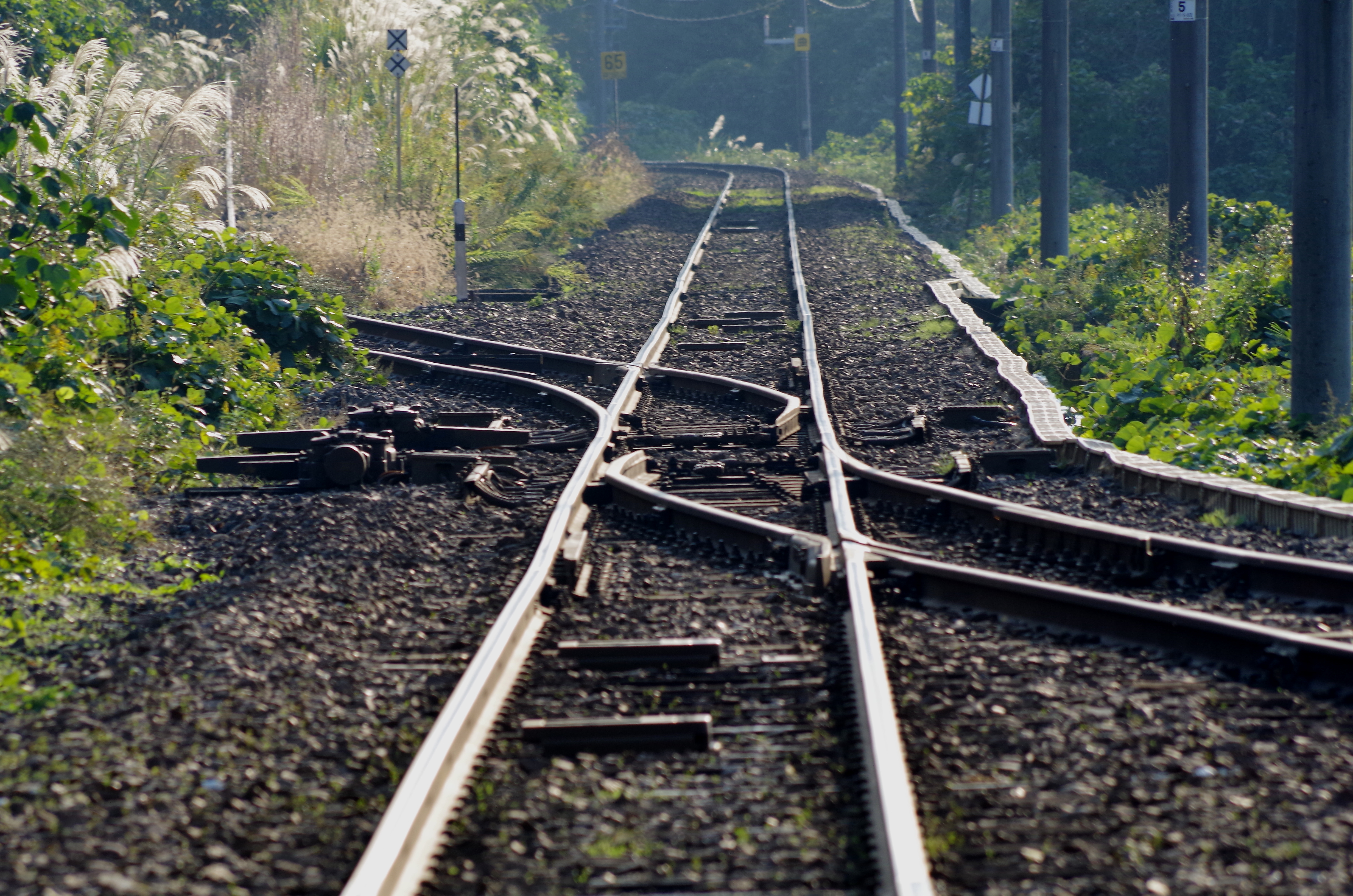
上野踏切から鳥取方面を撮影。 左右が待避線。

## 周辺
山間部であるが、付近に鳥取県道43号鳥取福部線がある。なお、最寄のバス停はその名のとおり「信号所前」である。ただし、このバス停を経由するのは日ノ丸バス百谷線（路線番号：87、鳥取駅 - 百谷公民館）のみで、運行本数は1日6往復（土日祝は4往復）と少ない。

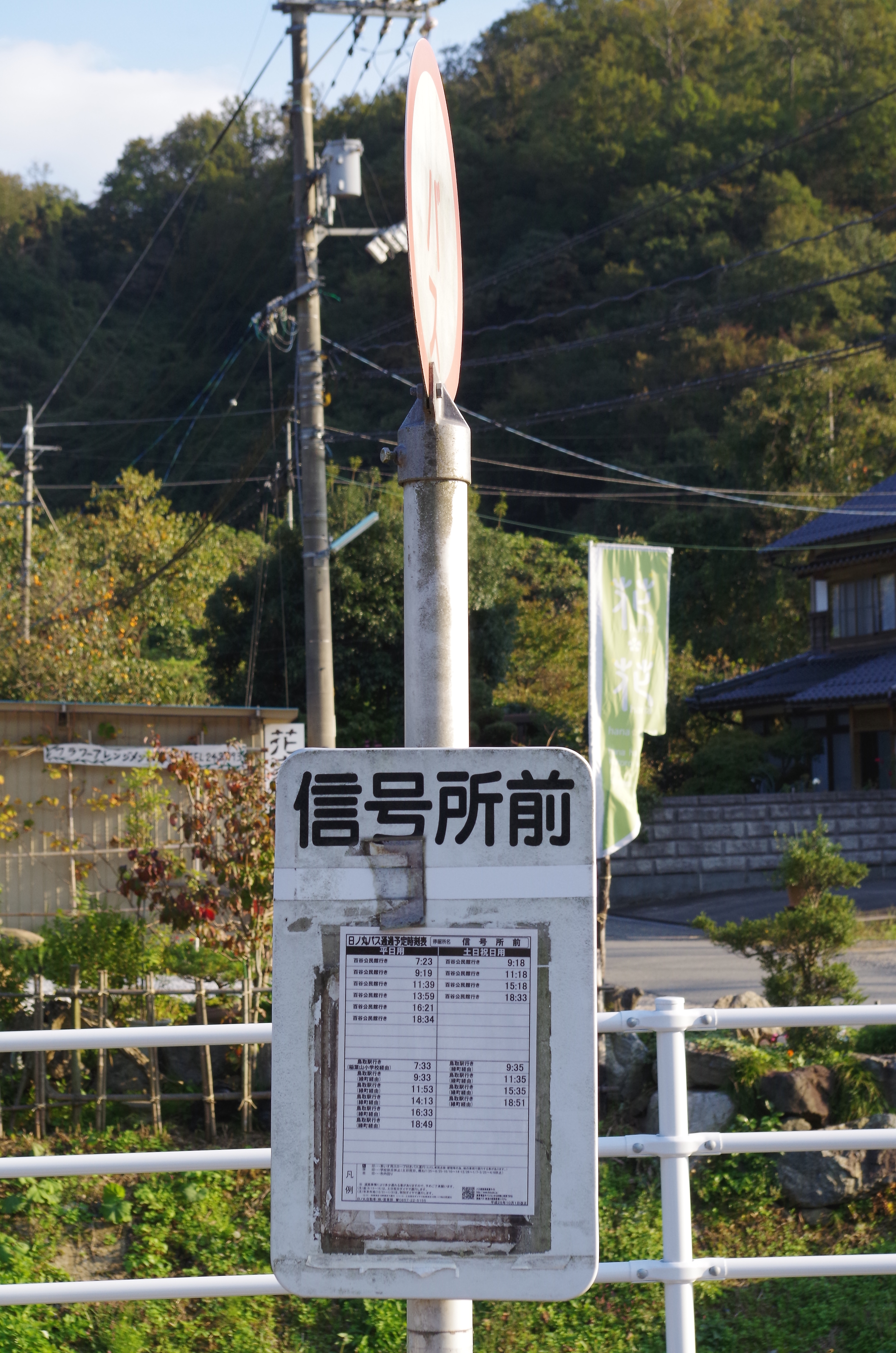
信号所前バス停

## 隣の施設
西日本旅客鉄道（JR西日本）
 山陰本線
福部駅 - 滝山信号場 - 鳥取駅